# Villeconin
Villeconin település Franciaországban, Essonne megyében. Lakosainak száma 768 fő (2022. január 1.). Villeconin Saint-Chéron, Boissy-le-Sec, Brières-les-Scellés, Chauffour-lès-Étréchy, Étréchy, Sermaise és Souzy-la-Briche községekkel határos.

## Népesség
A település népessége az elmúlt években az alábbi módon változott:
| Lakosok száma | 721  | 726  | 751  | 724  | 731  | 726  | 747  | 757  | 768  |
|               | 2013 | 2015 | 2016 | 2017 | 2018 | 2019 | 2020 | 2021 | 2022 |